# Allan Pinkerton
Allan Pinkerton (25 de agosto de 1819 - 1 de julio de 1884) fue un detective y espía escocés que fundó la Agencia Pinkerton, la primera agencia de detectives del mundo.

## Inicios
Pinkerton nació en Glasgow, Escocia, hijo de William Pinkerton y su mujer Isabel, en 1819. El emplazamiento de su casa natal lo ocupa ahora la Mezquita Central de Glasgow (Glasgow Central Mosque). Tonelero de profesión fue un miembro activo del movimiento cartista en su juventud. Defraudado por no conseguir el sufragio universal, Pinkerton emigró a Estados Unidos en 1842, a la edad de 23 años. En 1849 Pinkerton fue designado como el primer detective de Chicago. En la década de 1850 se asoció con el abogado de Chicago Edward Rucker para fundar la North-Western Police Agency, que pasaría a llamarse más tarde la Agencia Pinkerton. La insignia de la agencia era un ojo abierto de par en par con el lema: Nunca dormimos (We Never Sleep). A medida que Estados Unidos iba expandiendo su territorio se fueron incrementando los transportes ferroviarios y la Agencia Pinkerton resolvió varios atracos a trenes durante los años 50. Esto le dio la oportunidad a Pinkerton de entrar en contacto con George McClellan y Abraham Lincoln.

## Guerra de Secesión

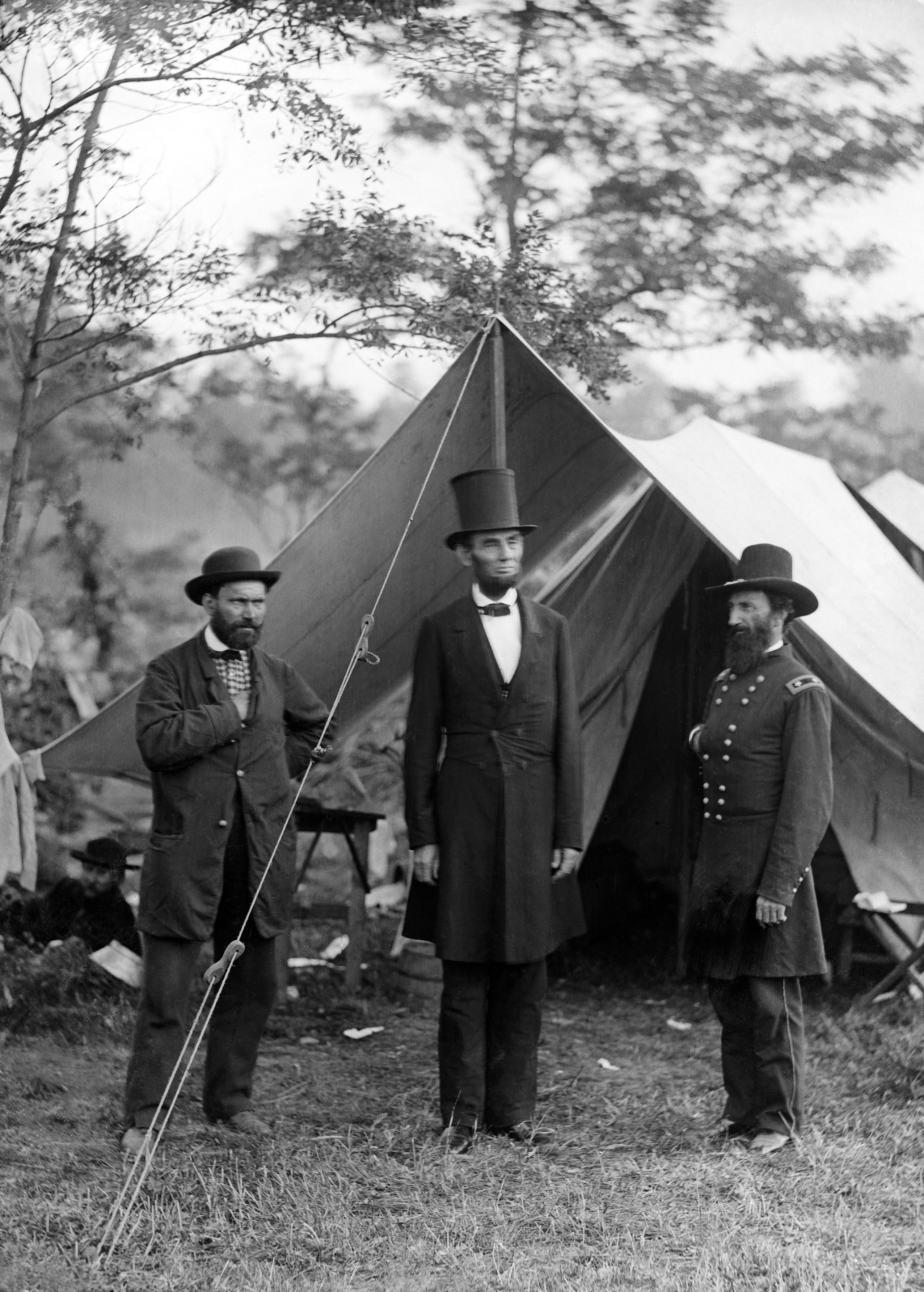
Pinkerton (Izquierda) con Abraham Lincoln (centro).

Antes de prestar sus servicios al Ejército de la Unión, desarrolló varias técnicas de investigación aún usadas hoy en día, como el seguimiento o rastreo de sospechosos o la suplantación o creación de personajes para misiones de espionaje. Cuando estalló la Guerra de Secesión o Guerra Civil de Estados Unidos, Pinkerton sirvió como jefe del Servicio de Inteligencia de la Unión (Union Intelligence Service) de 1861 a 1862. Frustró una presunta conspiración de asesinato en Baltimore, Maryland, mientras protegía al presidente Abraham Lincoln. Los agentes de Pinkerton trabajaban a menudo como infiltrados, haciéndose pasar por soldados o simpatizantes Confederados, para conseguir información militar secreta. Pinkerton sirvió personalmente en varias misiones de espionaje bajo el apodo de Comandante E.J. Allen. Fue sustituido como jefe de inteligencia por Lafayette Baker.

## Tras la guerra
Después de sus servicios con el ejército de la Unión, Pinkerton prosiguió su lucha contra los atracadores de trenes y contra la infiltración de organizaciones obreras secretas y terroristas. Pinkerton murió en Chicago, Illinois, el 1 de julio de 1884 a causa de una infección, provocada por morderse duramente la lengua al resbalar y caer en una acera. En el momento de su muerte Pinkerton estaba trabajando en una gran base de datos para centralizar todos los informes de identificación de criminales registrados. Actualmente esa base de datos la administra el FBI.
Pinkerton fue enterrado en el cementerio Graceland, en Chicago. Es miembro del Salón de la Fama de la Inteligencia Militar.

## Legado
Tras su muerte, la agencia continuó trabajando y pronto se convirtieron en la fuerza más poderosa contra las jóvenes organizaciones obreras que se estaban desarrollando en Estados Unidos y Canadá. Esta batalla contra los obreros deslució la imagen de Pinkerton durante muchos años. A pesar de que sus miembros siempre siguieron las estrictas normas morales establecidas por su fundador, se llegó a denunciar que no eran más que el brazo armado de los grandes empresarios. Se vieron implicados en numerosas actividades contra los obreros, como The Pullman Strike (1894), The Wild Bunch Gang (1896), The Ludlow Massacre (1914) y The La Follette Committee (1933-1937).
La imagen de los Pinkerton quedó seriamente dañada entre las clases obreras estadounidenses porque se ocuparon de proteger a los trabajadores contratados en sustitución de los huelguistas, los llamados esquiroles, así como las propiedades privadas de grandes industriales, como Andrew Carnegie.
Décadas después de su muerte el término Pinkerton era usado en el Argot para decir Detective Privado. Debido a los conflictos de la Agencia Pinkerton con los sindicatos, la palabra Pinkerton ha quedado, en el vocabulario de los movimientos obreros anglosajones, como una forma despectiva de llamar a las figuras autoritarias que apoyan a los empresarios.

## Literatura

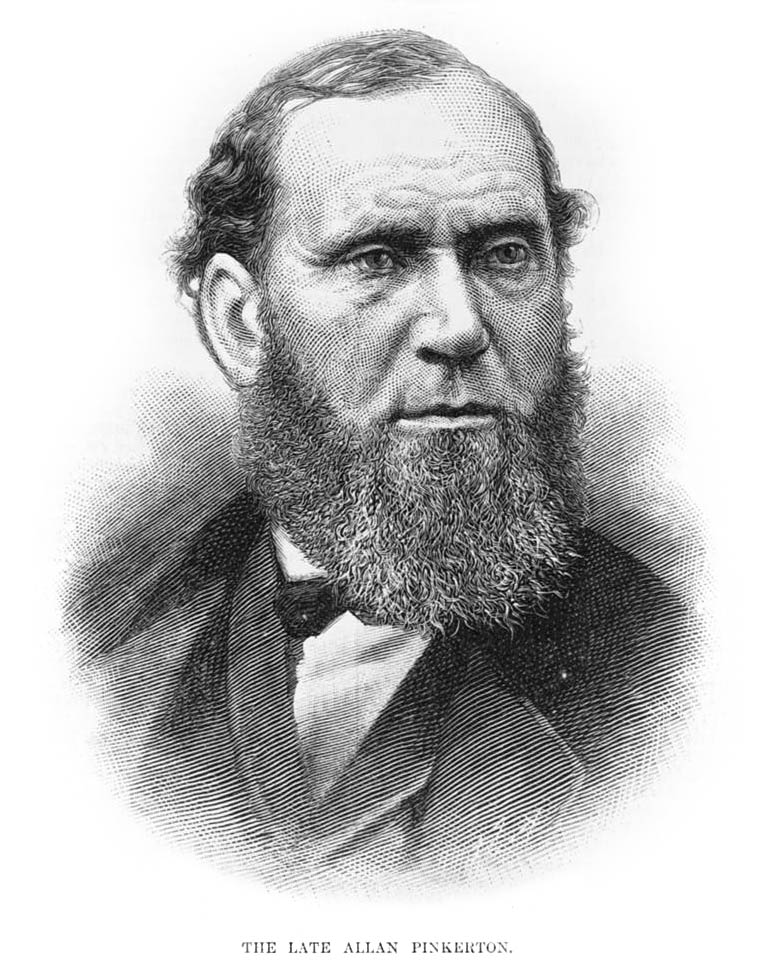
Retrato de Allan Pinkerton en Harper's Weekly, 1884.

Pinkerton produjo muchas novelas detectivescas populares, aparentemente basadas en sus propias experiencias o de sus agentes. Algunas fueron publicadas después de su muerte y se las considera motivadas para promocionar la propia Agencia Pinkerton, y no tanto como un esfuerzo literario. Muchos historiadores creen que Pinkerton usó negros (escritores anónimos) para que escribieran sus novelas, aunque todas ellas aparezcan firmadas por Pinkerton y reflejen su punto de vista y sus opiniones.
- The Expressman and the Detective (1874)
- Professional Thieves and the Detectives (188?)
- The Railroad Forger and the Detectives (1886)
- Claude Melnotte as a Detective, and Other Stories (1875)
- The Mollie Maguires and the Detectives (1877)
- Criminal Reminiscences and Detective Sketches
- Cornered at Last: A Detective Story (1892)
- Thirty Years a Detective (1900)
- A Double Life and the Detectives (1885)
- The Spy of the Rebellion (1884)
- Strikers, Communists, Tramps and Detectives (1878)
- Claude Melnotte as a Detective (1875)
- A Life for a Life; or, The Detective's Triumph (1886)
- Allan Pinkerton's Unpublished Story of the First Attempt on the Life of Abraham Lincoln (1866)
- Bucholz and the Detectives (1880)
- History and Evidence of the Passage of Abraham Lincoln from Harrisburg, Pa., to Washington, D.C., on the Twenty-second and Twenty-third of February, 1861 (1868)
- Mississippi Outlaws and the Detectives; Don Pedro and the Detectives; Poisoner and the Detectives (1879)